# Hastula venus
Hastula venus é uma espécie de gastrópode do gênero Hastula, pertencente a família Terebridae.